# Jojo Kiss
Jojo Kiss (Orlando, Florida; 24 de noviembre de 1996) es una actriz pornográfica estadounidense.

## Biografía
Jojo Kiss nació en noviembre de 1996 en la ciudad de Orlando, en el estado de Florida. Trabajó en un sex shop antes de entrar en la industria, donde comenzó a interesarse por el sexo, rodeada de películas y juguetes sexuales.
Debutó como actriz porno en 2015, a los 19 años de edad. Su primera escena fue en Cum Fiesta para el portal web Reality Kings. Ha trabajado para estudios como Wicked, Digital Playground, Filly Films, Evil Angel, Jules Jordan Video, Tushy, Pure Taboo, Blacked, Girlsway, Hustler, Devil's Film, Mofos, Brazzers, Naughty America o Girlfriends Films.
En 2016 rodó su primera escena de sexo anal en First Anal 2, donde también debutaron en la temática otras actrices como Anya Olsen, Goldie Rush o Joseline Kelly. Su primera escena de sexo interracial fue en Black and White 6.
En 2017 fue nominada en los Premios AVN en la categoría de Mejor actriz revelación. En esa edición recibió el galardón a la Mejor escena de sexo en grupo por Orgy Masters 8.
Ha grabado más de 310 películas como actriz.
Algunas películas de su filmografía son Anal Newbies 5, Cute Little Things, Fantasy Solos 14, Interracial Fiends, Lesbian Family Affair 3, Now Daddy!, Physical Therapy, Swallow This 31 o Sweet Petite 3.

## Premios y nominaciones
| Año  | Ceremonia                   | Resultado | Premio                             | Trabajo                                       |
| ---- | --------------------------- | --------- | ---------------------------------- | --------------------------------------------- |
| 2017 | Premios AVN                 | Nominada  | Mejor actriz revelación            | —                                             |
| 2017 | Premios AVN                 | Ganadora  | Mejor escena de sexo en grupo      | Orgy Masters 8                                |
| 2017 | Premios AVN                 | Nominada  | Premio fan: Debutante más caliente | —                                             |
| 2017 | Spank Bank Awards           | Nominada  | Best Legs                          | —                                             |
| 2017 | Spank Bank Awards           | Nominada  | Best Swallower                     | —                                             |
| 2017 | Spank Bank Awards           | Nominada  | Gloryhole Guru of the Year         | —                                             |
| 2017 | Spank Bank Awards           | Nominada  | Newcummer of the Year              | —                                             |
| 2017 | Spank Bank Awards           | Nominada  | The Girl Next Door... Only Better  | —                                             |
| 2017 | Spank Bank Awards Technical | Ganadora  | Most Compassionate Cutie           | —                                             |
| 2018 | Premios AVN                 | Nominada  | Premio fan: Culo más épico         | —                                             |
| 2018 | Spank Bank Awards           | Nominada  | Best 'O' Face                      | —                                             |
| 2018 | Spank Bank Awards           | Nominada  | Fucking Nerd of the Year           | —                                             |
| 2018 | Spank Bank Awards           | Nominada  | Most Underrated Slut               | —                                             |
| 2018 | Spank Bank Awards           | Nominada  | The Girl Next Door... Only Better  | —                                             |
| 2018 | Spank Bank Awards           | Nominada  | Tightest Vag                       | —                                             |
| 2018 | Spank Bank Awards Technical | Ganadora  | World's Hottest Fisherman          | —                                             |
| 2019 | Premios AVN                 | Nominada  | Mejor actriz de reparto            | Flawless                                      |
| 2019 | Premios AVN                 | Nominada  | Mejor escena de trío M-H-M         | Jojo Kiss and Arya Fae Hot Threeway Scam Fuck |
| 2019 | Premios AVN                 | Nominada  | Premio fan: Culo más épico         | —                                             |
| 2019 | Spank Bank Awards           | Nominada  | Best Supporting Mattress Actress   | —                                             |
| 2019 | Spank Bank Awards           | Nominada  | Fucking Nerd of the Year           | —                                             |
| 2019 | Spank Bank Awards           | Nominada  | Miss Congeniality                  | —                                             |
| 2019 | Spank Bank Awards           | Nominada  | The Girl Next Door? Only Dirtier   | —                                             |
| 2019 | Spank Bank Awards           | Nominada  | Threesome Savant of the Year       | —                                             |